# 三浦綺羅
三浦綺羅（日语：／ Miura Kira，2013年4月19日—），是日本童星，出生於神奈川縣，屬於Sun Music Brain經紀公司。

## 出演

### 電視劇
- ＃家族募集中（2021年7月9日 - 9月24日，TBS） - 飾演 橫瀨大地[2][3]
- 暴太郎戰隊Don Brothers 第4話・第5話・第18話・第41話（2022年3月27日・4月3日・7月3日・12月18日，朝日電視台） - 飾演 小太郎
- 村井之戀 第3話（2022年4月20日，TBS） - 飾演 村井（幼少期）
- 極道主夫 特別篇（2022年5月27日，日本電視台）
- 六本木Class 第1話・第6話（2022年7月7日・8月11日，朝日電視台） - 飾演 長屋龍二（幼少期）
- 新・信長公記～同班同學是戰國武將～ 第2話（2022年7月31日，讀賣電視台・日本電視台）
- 如果能說100萬次就好了 第1話・第2話・第4話・第8話・第9話（2023年1月13日・1月20日・2月3日・3月3日・3月10日，TBS） - 飾演 木内海翔
- 獻給國王的無名指 第3話（2023年5月2日，TBS） - 飾演 新田東鄉（幼少期）
- 執行!!～狗和我和執行官～ 第1話（2023年7月4日，朝日電視台）- 飾演 二川悠馬
- 我們假結婚吧 第1話 - 第3話（2023年7月11日 - 7月25日，關西電視台・富士電視台）- 飾演 夏目匠（幼少期）
- 怎麼辦家康 第27回・第28回（2023年7月16日・23日，NHK綜合台） - 織田信長（少年時代）
- 無法傳達給你。 第1話・第4話（2023年9月27日・10月18日，TBS） - 飾演 大原倭斗（幼少期）
- 我家律師很麻煩 第3話（2023年10月27日，富士電視台） - 飾演 樋口翔
- 廚房的愛麗絲（2024年1月21日 - 3月24日，日本電視台） - 飾演 虎之助
- ACMA:GAME 惡魔遊戲 第6話（2024年5月12日，日本電視台） - 飾演 眞鍋一馬
- 放課後的病歷表（2024年10月12日 - 12月21日，日本電視台）- 飾演 樫井真琴
- 明天會是更好的一天（2025年7月7日 - ，富士電視台）- 飾演 工藤功太

### CM
- ECO信託服務
- 倍樂生 2019年《新健美小學一年級新生》
- 麥當勞歡樂餐
- 三井不動產「BE THE CHANGE-子供のためのエスコート教室」
- 離子 2021書包「兄のアドバイス篇」
- 久光製藥「アレグラFX」
- NICHIBAN「ケアリーヴ」

### 音樂視頻
- 三代目 J Soul Brothers from EXILE TRIBE “Rat-tat-tat”

### 廣告
- 兒童挑戰 2020 小冊子

## 外部連結
- 官方簡介 （页面存档备份，存于）　-　Sun Music Brain
- 三浦綺羅的X（前Twitter）
- 三浦綺羅的Instagram帳戶